# 14953 Bevilacqua
14953 Bevilacqua eller 1996 CB3 är en asteroid i huvudbältet som upptäcktes den 13 februari 1996 av de båda italienska astronomerna Giuseppe Forti och Maura Tombelli vid Cima Ekar-observatoriet. Den är uppkallad efter Franco Bevilacqua.
Asteroiden har en diameter på ungefär 2 kilometer.